# Zwillingskreise des Archimedes

Arbelos (schwarz) und Zwillingskreise des Archimedes (blau)

Bei den Zwillingskreisen des Archimedes handelt es sich um zwei Kreise, die in einen Arbelos (auch als Sichel des Archimedes bezeichnet) einbeschrieben sind.

## Definition und Eigenschaften

Die roten Kreise sind kongruent und flächengleich zum Arbelos:
,

Zeichnet man in einem Arbelos die Senkrechte zum Durchmesser am Berührungspunkt der beiden inneren Halbkreise ein, so teilt sie diesen in zwei Teile, und in jedem dieser Teile gibt es einen Kreis, der den äußeren Halbkreis, den entsprechenden inneren Halbkreis und die Senkrechte berührt. Diese beiden Kreise bezeichnet man als die Zwillingskreise des Archimedes, da sie kongruent sind. Ihr Radius {\displaystyle r} beträgt:
{\displaystyle r={\frac {r_{1}r_{2}}{r_{1}+r_{2}}}}
Hierbei bezeichnen {\displaystyle r_{1}} und {\displaystyle r_{2}} die Radien der beiden inneren Halbkreise des Arbelos.
Die gemeinsame Tangente eines Zwillingskreises und des zugehörigen inneren Halbkreises geht durch den Berührpunkt des anderen inneren Halbkreises mit dem äußeren Halbkreis. Der kleinste Kreis, den die beiden Zwillingskreise von innen berühren, ist flächengleich zum Arbelos.:

## Konstruktion mit Zirkel und Lineal

Konstruktion eines Zwillingskreis

Bei einem gegebenen Arbelos bezeichnet man die drei Punkte auf der Grundseite mit {\displaystyle A}, {\displaystyle B} und {\displaystyle C}, so dass der Halbkreis über {\displaystyle AC} der äußere Halbkreis des Arbelos ist und die Halbkreise über {\displaystyle AB} und {\displaystyle BC} seine beiden inneren Halbkreise. Weiterhin bezeichne {\displaystyle D} den Schnittpunkt der Senkrechten in {\displaystyle B} mit dem äußeren Halbkreis und {\displaystyle M_{1}} den Mittelpunkt der Strecke {\displaystyle AB}.
Nun konstruiert man die Tangente vom Punkt {\displaystyle C} an den Halbkreis über {\displaystyle AB}. Diese berührt den Halbkreis in {\displaystyle T} und schneidet die Strecke {\displaystyle BD} in {\displaystyle S}. Anschließend konstruiert man die Winkelhalbierende des Winkels {\displaystyle \angle DST} und die Gerade {\displaystyle M_{1}T}, diese schneiden sich in {\displaystyle U}, dem Mittelpunkt des Zwillingskreises, mit der Strecke {\displaystyle UT} als dessen Radius. Den zweiten Zwillingskreis erhält man anhand einer entsprechenden Konstruktion mit dem Halbkreis über{\displaystyle BC}.

## Historisches
Die Konstruktion findet sich im Buch der Lemmata, dessen Zuschreibung an Archimedes allerdings fraglich ist.